# Anemadus sengleti
Anemadus sengleti is een keversoort uit de familie van de truffelkevers (Leiodidae). De wetenschappelijke naam van de soort werd in 1993 gepubliceerd door Giachino en Vailati.

## Voorkomen
De soort komt voor in Iran.